# Nuno Bico
Nuno Miguel Bico Alves Matos (Viseu, 3 de julio de 1994) es un ciclista portugués que fue profesional entre 2013 y 2019.
En octubre de 2019 anunció su retirada a los 25 años de edad por recomendación médica tras volver a sufrir dolores en la arteria ilíaca.
Su resultado más destacado fue la victoria en los campeonatos nacionales sub-23 de Portugal en ruta en 2015.

## Palmarés
- No consiguió ninguna victoria como profesional.

## Resultados en Grandes Vueltas
| Carrera | Carrera         | 2013 | 2014 | 2015 | 2016 | 2017 | 2018 | 2019  |
| ------- | --------------- | ---- | ---- | ---- | ---- | ---- | ---- | ----- |
|         | Giro de Italia  | —    | —    | —    | —    | —    | —    | —     |
|         | Tour de Francia | —    | —    | —    | —    | —    | —    | —     |
|         | Vuelta a España | —    | —    | —    | —    | —    | —    | 153.º |

—: no participa 

Ab.: abandono 

## Equipos
- Radio Popular-Onda (2013-2015)
- Klein Constantia (2016)
- Movistar Team[2][3] (2017-2018)
- Burgos-BH[4] (2019)